# Sulimy (powiat piski)
Sulimy – wieś w Polsce położona w województwie warmińsko-mazurskim, w powiecie piskim, w gminie Biała Piska.
W latach 1975–1998 miejscowość należała administracyjnie do województwa suwalskiego.